# Stade Touhami Zoubir Khelifi
Le stade Touhami Zoubir Khelifi (en arabe : ملعب تهامي زوبير خليفي) est un stade polyvalent situé à Aïn M'lila dans la wilaya d'Oum El Bouaghi, en Algérie. Le stade accueille 8 000 spectateurs. Il sert de terrain de compétition à l'AS Aïn M'lila qui joue dans la Ligue 1 Professionnelle algérienne.

## Histoire
Il a remplacé l'ancien Stade des Frères-Demane-Debbih qui ne répond plus aux exigences d'une équipe qui évolue en ligue professionnelle après leur accession en Ligue 1. Le stade porte le nom du cycliste Touhami Zoubir Khelifi, membre de l'équipe cycliste du club sportif de la ville. Sa pelouse est en gazon naturel. Il dispose également d'une piste de course.
Le premier match joué à domicile, c'était le 19 janvier 2019 contre l'Olympique de Médéa.